# Palpares speciosus
Palpares speciosus (лат.) — вид сетчатокрылых насекомых из семейства муравьиных львов (Myrmeleontidae).

## Описание
Крупные муравьиные львы. Размах крыльев около 10—12 см. Тело чёрно-жёлтого цвета покрыто густыми волосками. Брюшко чёрного цвета с жёлтыми продольными полосами. Голова сравнительно маленькая, поставлена вертикально, по её бокам находятся круглые глаза. Крылья широкие, прозрачные, с хорошо развитым ярким жёлто-чёрным и бело-чёрным сложным рисунком. Антенны короткие, плавно расширяющиеся в уплощенную слабо выраженную булаву. Ноги мощные, все лапки чёрные. Шпоры слегка изогнутые.

## Ареал
Полизональный африканский вид.

## Биология
Хищник, добычу ловит в полёте. Личинка крупная, с бочонковидным, слабо уплощенным телом. Личинки — активные хищники, сооружают характерные воронкообразные ямки в песчаных почвах, в которые ловят мелких насекомых, закопавшись в песок. При приближении насекомого личинка рывками головы бросает в него несколько песчинок; добыча скатывается на дно воронки и личинка хватает её. Пищеварение у личинок внекишечное. Окукливаются в шелковистом коконе. Куколка свободная.